# Sponsors (banda)
Sponsors es una banda de Rock de Argentina formada en 2008 por Joaquín Levinton tras la disolución de Turf.

## Historia
En pleno momento de éxito y tras haber terminado la presentación en el Quilmes Rock de 2007, el líder de Turf, Joaquín Levinton, dijo "basta". Levinton se peleó con sus compañeros y se encerró en su casa. Escribió más de 300 canciones y en junio de 2008, salió al mercado el primer trabajo discográfico de Sponsors.
El disco vivió todo el periodo de gestación en el estudio que el cantante tiene en su casa, pero la grabación se realizó en los Estudios El Pie y en los Estudios Circo Beat.
La placa salió con el nombre "110%" y contó con invitados como Jorge Serrano y Pity Álvarez, de Intoxicados, entre otros. Son 13 son las canciones y la producción estuvo a cargo de Tweety González. El corte de difusión del disco es «Nada».
En 2011, salió el segundo disco, titulado "A todo trapo". Cuenta con 15 canciones, y fue grabado en los estudios Monsterland, El Pie y Lavarden, con los técnicos Álvaro Villagra y Edu Herrera. "A todo trapo" tiene como invitados a Jorge Serrano y Cucho Parisi, de Los Auténticos Decadentes, Los Tipitos y Leo García. "La Amistad" es el primer corte de difusión. El segundo corte y videoclip del disco es "Afuera llueve"; luego presentaron "Hay que bancar", el tercer sencillo.

## Formación
- Joaquín Levinton: Voz.
- Gonzalo "Gutty" Gutierrez: Guitarra.
- Rodrigo "Pica" Bosco: Bajo.
- Agustín Della Croce: Teclados.
- Chachi Lorenzo: Batería y producción.

## Discografía
- 110% (2008)
- A todo trapo (2011)
- Nunca Lo sabrán (single) (2020)
- Que sea rock (single) (2020)
- T.V. Songs (EP) (2021)
- La Fiesta Inolvidable (En vivo) (2021)

## Sencillos
- Nada
- Momentos de gloria
- Presente
- La amistad
- Afuera llueve
- Hay que bancar
- A todo trapo